# Жипхеген (станція)
Жипхеген (рос. Жипхеген) — станція Читинського регіону Забайкальської залізниці Росії, розташована на дільниці Заудинський — Каримська між станціями Бада (відстань — 24 км) і Хілок (27 км). Відстань до ст. Заудинський — 258 км, до ст. Каримська — 387 км.